# Brotterode-Trusetal
Brotterode-Trusetal település Németországban, azon belül Türingiában. Lakosainak száma 5687 fő (2023. december 31.). Brotterode-Trusetal Waltershausen és Bad Liebenstein községekkel határos.

## Népesség
A település népességének változása:
| Lakosok száma | 6090 | 6021 | 5864 | 5810 | 5687 |
|               | 2017 | 2019 | 2021 | 2022 | 2023 |